# Atlétika a 2000. évi nyári olimpiai játékokon
A 2000. évi nyári olimpiai játékokon az atlétika műsorán negyvenhat versenyszám szerepelt.

## Éremtáblázat
A táblázatban a rendező ország csapata és a magyar csapat eltérő háttérszínnel, az egyes számoszlopok legmagasabb értéke, vagy értékei vastagítással kiemelve.
| A 2000. évi nyári olimpiai játékok éremtáblázata atlétikában | A 2000. évi nyári olimpiai játékok éremtáblázata atlétikában | A 2000. évi nyári olimpiai játékok éremtáblázata atlétikában | A 2000. évi nyári olimpiai játékok éremtáblázata atlétikában | A 2000. évi nyári olimpiai játékok éremtáblázata atlétikában | Olimpia  |
| ------------------------------------------------------------ | ------------------------------------------------------------ | ------------------------------------------------------------ | ------------------------------------------------------------ | ------------------------------------------------------------ | -------- |
|                                                              | Ország                                                       | Arany                                                        | Ezüst                                                        | Bronz                                                        | Összesen |
| 1.                                                           | Egyesült Államok (USA)                                       | 7                                                            | 4                                                            | 5                                                            | 16       |
| 2.                                                           | Etiópia (ETH)                                                | 4                                                            | 1                                                            | 2                                                            | 7        |
| 3.                                                           | Lengyelország (POL)                                          | 4                                                            | 0                                                            | 0                                                            | 4        |
| 4.                                                           | Oroszország (RUS)                                            | 3                                                            | 4                                                            | 6                                                            | 13       |
| 5.                                                           | Kenya (KEN)                                                  | 2                                                            | 3                                                            | 3                                                            | 8        |
| 6.                                                           | Kuba (CUB)                                                   | 2                                                            | 2                                                            | 2                                                            | 6        |
| 6.                                                           | Nagy-Britannia (GBR)                                         | 2                                                            | 2                                                            | 2                                                            | 6        |
| 8.                                                           | Németország (GER)                                            | 2                                                            | 1                                                            | 2                                                            | 5        |
| 9.                                                           | Fehéroroszország (BLR)                                       | 2                                                            | 0                                                            | 3                                                            | 5        |
| 10.                                                          | Bahama-szigetek (BAH)                                        | 2                                                            | 0                                                            | 1                                                            | 3        |
| 11.                                                          | Görögország (GRE)                                            | 1                                                            | 3                                                            | 0                                                            | 4        |
| 12.                                                          | Románia (ROU)                                                | 1                                                            | 2                                                            | 2                                                            | 5        |
| 13.                                                          | Ausztrália (AUS)                                             | 1                                                            | 2                                                            | 0                                                            | 3        |
| 14.                                                          | Algéria (ALG)                                                | 1                                                            | 1                                                            | 2                                                            | 4        |
| 15.                                                          | Csehország (CZE)                                             | 1                                                            | 1                                                            | 0                                                            | 2        |
| 15.                                                          | Nigéria (NGR)                                                | 1                                                            | 1                                                            | 0                                                            | 2        |
| 15.                                                          | Norvégia (NOR)                                               | 1                                                            | 1                                                            | 0                                                            | 2        |
| 18.                                                          | Bulgária (BUL)                                               | 1                                                            | 0                                                            | 0                                                            | 1        |
| 18.                                                          | Észtország (EST)                                             | 1                                                            | 0                                                            | 0                                                            | 1        |
| 18.                                                          | Finnország (FIN)                                             | 1                                                            | 0                                                            | 0                                                            | 1        |
| 18.                                                          | Japán (JPN)                                                  | 1                                                            | 0                                                            | 0                                                            | 1        |
| 18.                                                          | Kazahsztán (KAZ)                                             | 1                                                            | 0                                                            | 0                                                            | 1        |
| 18.                                                          | Kína (CHN)                                                   | 1                                                            | 0                                                            | 0                                                            | 1        |
| 18.                                                          | Litvánia (LTU)                                               | 1                                                            | 0                                                            | 0                                                            | 1        |
| 18.                                                          | Mozambik (MOZ)                                               | 1                                                            | 0                                                            | 0                                                            | 1        |
|                                                              |                                                              |                                                              |                                                              |                                                              |          |
| 26.                                                          | Jamaica (JAM)                                                | 0                                                            | 6                                                            | 3                                                            | 9        |
| 27.                                                          | Olaszország (ITA)                                            | 0                                                            | 2                                                            | 0                                                            | 2        |
| 28.                                                          | Marokkó (MAR)                                                | 0                                                            | 1                                                            | 3                                                            | 4        |
| 29.                                                          | Dél-afrikai Köztársaság (RSA)                                | 0                                                            | 1                                                            | 2                                                            | 3        |
| 30.                                                          | Mexikó (MEX)                                                 | 0                                                            | 1                                                            | 1                                                            | 2        |
| 30.                                                          | Trinidad és Tobago (TRI)                                     | 0                                                            | 1                                                            | 1                                                            | 2        |
| 32.                                                          | Ausztria (AUT)                                               | 0                                                            | 1                                                            | 0                                                            | 1        |
| 32.                                                          | Brazília (BRA)                                               | 0                                                            | 1                                                            | 0                                                            | 1        |
| 32.                                                          | Dánia (DEN)                                                  | 0                                                            | 1                                                            | 0                                                            | 1        |
| 32.                                                          | Írország (IRL)                                               | 0                                                            | 1                                                            | 0                                                            | 1        |
| 32.                                                          | Lettország (LAT)                                             | 0                                                            | 1                                                            | 0                                                            | 1        |
| 32.                                                          | Srí Lanka (SRI)                                              | 0                                                            | 1                                                            | 0                                                            | 1        |
| 32.                                                          | Szaúd-Arábia (KSA)                                           | 0                                                            | 1                                                            | 0                                                            | 1        |
|                                                              |                                                              |                                                              |                                                              |                                                              |          |
| 39.                                                          | Ukrajna (UKR)                                                | 0                                                            | 0                                                            | 2                                                            | 2        |
| 40.                                                          | Barbados (BAR)                                               | 0                                                            | 0                                                            | 1                                                            | 1        |
| 40.                                                          | Izland (ISL)                                                 | 0                                                            | 0                                                            | 1                                                            | 1        |
| 40.                                                          | Portugália (POR)                                             | 0                                                            | 0                                                            | 1                                                            | 1        |
| 40.                                                          | Spanyolország (ESP)                                          | 0                                                            | 0                                                            | 1                                                            | 1        |
| 40.                                                          | Svédország (SWE)                                             | 0                                                            | 0                                                            | 1                                                            | 1        |
|                                                              |                                                              |                                                              |                                                              |                                                              |          |
| Összesen                                                     | Összesen                                                     | 45                                                           | 47                                                           | 47                                                           | 139      |

## Érmesek

### Férfi számok
| A 2000. évi nyári olimpiai játékok érmesei férfi atlétikában | |             | |          | |          |
| Versenyszám                                                  | Arany | Arany       | Ezüst | Ezüst    | Bronz                                                                                                | Bronz    |
| 100 m                                                        | Maurice Greene · Egyesült Államok (USA)                                                                                       | 9,87        | Ato Boldon · Trinidad és Tobago (TRI)                                                                                         | 9,99     | Obadele Tomphson · Barbados (BAR)                                                                    | 10,04    |
| 200 m                                                        | Konsztandínosz Kendérisz · Görögország (GRE)                                                                                  | 20,09       | Darren Campbell · Nagy-Britannia (GBR)                                                                                        | 20,14    | Ato Boldon · Trinidad és Tobago (TRI)                                                                | 20,20    |
| 400 m                                                        | Michael Johnson · Egyesült Államok (USA)                                                                                      | 43,84       | Alvin Harrison · Egyesült Államok (USA)                                                                                       | 44,40    | Greg Haughton · Jamaica (JAM)                                                                        | 44,70    |
| 800 m                                                        | Nils Schumann · Németország (GER)                                                                                             | 1:45,08     | Wilson Kipketer · Dánia (DEN)                                                                                                 | 1:45,14  | Dzsábir Szaíd-Gerni · Algéria (ALG)                                                                  | 1:45,16  |
| 1500 m síkfutás                                              | Noah Ngeny · Kenya (KEN) | 3:32,07 OR  | Hisám el-Gerúzs · Marokkó (MAR)                                                                                               | 3:32,32  | Bernard Lagat · Kenya (KEN)                                                                          | 3:32,44  |
| 4 × 100 m                                                    | Egyesült Államok (USA) · Jon Drummond · Bernard Williams · Brian Lewis · Maurice Greene · Tim Montgomery* · Kenny Brokenburr* | 37,61       | Brazília (BRA) · Vicente de Lima · Édson Ribeiro · André da Silva · Claudinei da Silva · Cláudio Souza*                       | 37,90    | Kuba (CUB) · José Ángel César · Luis Alberto Pérez · Iván García · Freddy Mayola                     | 38,04    |
| 4 × 400 m                                                    | Nigéria (NGR) · Clement Chukwu · Jude Monye · Sunday Bada · Enefiok Udo-Obong · Nduka Awazie* · Fidelis Gadzama*              | 2:58,68     | Jamaica (JAM) · Michael Blackwood · Greg Haughton · Christopher Williams · Danny McFarlane · Michael McDonald* · Sanjay Ayre* | 2:58,78  | Bahama-szigetek (BAH) · Avard Moncur · Troy McIntosh · Carl Oliver · Chris Brown · Timothy Munnings* | 2:59,23  |
| 5000 m                                                       | Millon Wolde · Etiópia (ETH)                                                                                                  | 13:35,49    | Ali Szaídi-Szjef · Algéria (ALG)                                                                                              | 13:36,20 | Brahim Lahlafi · Marokkó (MAR)                                                                       | 13:36,47 |
| 10 000 m                                                     | Haile Gebrselassie · Etiópia (ETH)                                                                                            | 27:18,20    | Paul Tergat · Kenya (KEN) | 27:18,29 | Assefa Mezgebu · Kenya (KEN)                                                                         | 27:19,75 |
| 110 m gát                                                    | Anier García · Kuba (CUB) | 13,0        | Terrence Trammell · Egyesült Államok (USA)                                                                                    | 13,16    | Mark Crear · Egyesült Államok (USA)                                                                  | 13,22    |
| 400 m gát                                                    | Angelo Taylor · Egyesült Államok (USA)                                                                                        | 47,50 VCS   | Hádi Szúán esz-Szomajli · Szaúd-Arábia (KSA)                                                                                  | 47,53    | Llewellyn Herbert · Dél-afrikai Köztársaság (RSA)                                                    | 47,81    |
| 3000 m akadály                                               | Reuben Kosgei · Kenya (KEN)                                                                                                   | 8:21,43     | Wilson Boit Kipketer · Kenya (KEN)                                                                                            | 8:21,77  | Ali ez-Zín · Marokkó (MAR)                                                                           | 8:22,15  |
| 20 kilométeres gyaloglás                                     | Robert Korzeniowski · Lengyelország (POL)                                                                                     | 1:18,59 OCS | Noé Hernández · Mexikó (MEX)                                                                                                  | 1:19,03  | Vlagyimir Andrejev · Oroszország (RUS)                                                               | 1:19,27  |
| 50 kilométeres gyaloglás                                     | Robert Korzeniowski · Lengyelország (POL)                                                                                     | 3:42,22     | Aigars Fadejevs · Lettország (LAT)                                                                                            | 3:43,40  | Joel Sánchez · Mexikó (MEX)                                                                          | 3:44,36  |
| Maraton                                                      | Gezahegne Abera · Etiópia (ETH)                                                                                               | 2:10:11     | Eric Wainaina · Kenya (KEN)                                                                                                   | 2:10:31  | Tesfaye Tola · Etiópia (ETH)                                                                         | 2:11:10  |
| Magasugrás                                                   | Szergej Kljugin · Oroszország (RUS)                                                                                           | 2,35 m      | Javier Sotomayor · Kuba (CUB)                                                                                                 | 2,32 m   | Abd er-Rahmán Hammád · Algéria (ALG)                                                                 | 2,32 m   |
| Rúdugrás                                                     | Nick Hysong · Egyesült Államok (USA)                                                                                          | 5,90 m      | Lawrence Johnson · Egyesült Államok (USA)                                                                                     | 5,90 m   | Makszim Taraszov · Oroszország (RUS)                                                                 | 5,90 m   |
| Távolugrás                                                   | Iván Pedroso · Kuba (CUB) | 8,55 m      | Jai Taurima · Ausztrália (AUS)                                                                                                | 8,49 m   | Roman Scsurenko · Ukrajna (UKR)                                                                      | 8,31 m   |
| Hármasugrás                                                  | Jonathan Edwards · Nagy-Britannia (GBR)                                                                                       | 17,71 m     | Yoel García · Kuba (CUB) | 17,47 m  | Gyenyisz Kapusztyin · Oroszország (RUS)                                                              | 17,46 m  |
| Súlylökés                                                    | Arsi Harju · Finnország (FIN)                                                                                                 | 21,29 m     | Adam Nelson · Egyesült Államok (USA)                                                                                          | 21,21 m  | John Godina · Egyesült Államok (USA)                                                                 | 21,20 m  |
| Diszkoszvetés                                                | Virgilijus Alekna · Litvánia (LTU)                                                                                            | 69,30 m     | Lars Riedel · Németország (GER)                                                                                               | 68,50 m  | Frantz Kruger · Dél-afrikai Köztársaság (RSA)                                                        | 68,19 m  |
| Kalapácsvetés                                                | Szymon Ziółkowski · Lengyelország (POL)                                                                                       | 80,02 m     | Nicola Vizzoni · Olaszország (ITA)                                                                                            | 79,64 m  | Ihar Asztapkovics · Fehéroroszország (BLR)                                                           | 79,17 m  |
| Gerelyhajítás                                                | Jan Železný · Csehország (CZE)                                                                                                | 90,17 m OCS | Steve Backley · Nagy-Britannia (GBR)                                                                                          | 89,85 m  | Szergej Makarov · Oroszország (RUS)                                                                  | 88,67 m  |
| Tízpróba                                                     | Erki Nool · Észtország (EST)                                                                                                  | 8641        | Roman Šebrle · Csehország (CZE)                                                                                               | 8606     | Chris Huffins · Egyesült Államok (USA)                                                               | 8595     |

* – a versenyző az előfutamok során szerepelt, de a döntőben nem

### Női számok
| A 2000. évi nyári olimpiai játékok érmesei női atlétikában | |              | |          | |          |
| Versenyszám                                                | Arany | Arany        | Ezüst | Ezüst    | Bronz | Bronz    |
| 100 m                                                      | Visszavonva | –            | Ekateríni Thánu · Görögország (GRE)                                                                                       | 11,12    | Merlene Ottey · Jamaica (JAM) | 11,19    |
| 100 m                                                      | Visszavonva | –            | Tanya Lawrence · Jamaica (JAM)                                                                                            | 11,18    | Merlene Ottey · Jamaica (JAM) | 11,19    |
| 200 m                                                      | Pauline Davis-Thompson · Bahama-szigetek (BAH)                                                                             | 22,27        | Csucsandika Dzsajaszinha · Srí Lanka (SRI)                                                                                | 22,28    | Beverly McDonald · Jamaica (JAM) | 22,35    |
| 400 m                                                      | Cathy Freeman · Ausztrália (AUS)                                                                                           | 49,11        | Lorraine Graham · Jamaica (JAM)                                                                                           | 49,58    | Katherine Merry · Nagy-Britannia (GBR)                                                                                                 | 49,72    |
| 800 m                                                      | Maria Mutola · Mozambik (MOZ)                                                                                              | 1:56,15      | Stephanie Graf · Ausztria (AUT)                                                                                           | 1:56,64  | Kelly Holmes · Nagy-Britannia (GBR) | 1:56,80  |
| 1500 m                                                     | Noria Mérah-Benida · Algéria (ALG)                                                                                         | 4:05,10      | Székely Violetta · Románia (ROU)                                                                                          | 4:05,15  | Szabó Gabriella · Románia (ROU) | 4:05,27  |
| 4 × 100 m                                                  | Bahama-szigetek (BAH) · Sevatheda Fynes · Chandra Sturrup · Pauline Davis-Thompson · Debbie Ferguson · Eldece Clarke-Lewis | 41,95        | Jamaica (JAM) · Tanya Lawrence · Veronica Campbell · Beverly McDonald · Merlene Ottey · Merlene Frazer                    | 42,13    | Egyesült Államok (USA) · Chryste Gaines · Torri Edwards · Nanceen Perry · Passion Richardson                                           | 42,20    |
| 4 × 400 m                                                  | Egyesült Államok (USA) · Jearl Miles-Clark · Monique Hennagan · LaTasha Colander · Andrea Anderson                         | 3:22,62      | Jamaica (JAM) · Sandie Richards · Catherine Scott · Deon Hemmings · Lorraine Graham · Charmaine Howell · Michelle Burgher | 3:23,25  | Oroszország (RUS) · Julija Szotnyikova · Szvetlana Goncsarenko · Olga Kotljarova · Irina Privalova · Natalja Nazarova · Oleszja Zikina | 3:23,46  |
| 5000 m                                                     | Szabó Gabriella · Románia (ROU)                                                                                            | 14:40,79 OCS | Sonia O’Sullivan · Írország (IRL)                                                                                         | 14:41,02 | Gete Wami · Etiópia (ETH) | 14:42,23 |
| 10 000 m                                                   | Derartu Tulu · Etiópia (ETH)                                                                                               | 30:17,49 OCS | Gete Wami · Etiópia (ETH)                                                                                                 | 30:22,48 | Fernanda Ribeiro · Portugália (POR) | 30:22,88 |
| 100 m gátfutás                                             | Olga Sisigina · Kazahsztán (KAZ)                                                                                           | 12,65        | Glory Aloize · Nigéria (NGR)                                                                                              | 12,68    | Melissa Morrison · Egyesült Államok (USA)                                                                                              | 12,76    |
| 400 m gát                                                  | Irina Privalova · Oroszország (RUS)                                                                                        | 53,02        | Deon Hemmings · Jamaica (JAM)                                                                                             | 53,45    | Nezha Bidván · Marokkó (MAR) | 53,57    |
| 20 km gyaloglás                                            | Vang Li-ping · Kína (CHN)                                                                                                  | 1:29,05 OCS  | Kjersti Tysse Plätzer · Norvégia (NOR)                                                                                    | 1:29,33  | María Vasco · Spanyolország (ESP) | 1:30,23  |
| Maraton                                                    | Takahasi Naoko · Japán (JPN)                                                                                               | 2:23:14 OCS  | Lidia Şimon · Románia (ROU)                                                                                               | 2:23:22  | Joyce Chepchumba · Kenya (KEN) | 2:24:45  |
| Magasugrás                                                 | Jelena Jeleszina · Oroszország (RUS)                                                                                       | 2,01 m       | Hestrie Cloete · Dél-afrikai Köztársaság (RSA)                                                                            | 2,01 m   | Katja Bergqvist · Svédország (SWE) | 1,99 m   |
| Magasugrás                                                 | Jelena Jeleszina · Oroszország (RUS)                                                                                       | 2,01 m       | Hestrie Cloete · Dél-afrikai Köztársaság (RSA)                                                                            | 2,01 m   | Oana Pantelimon · Románia (ROU) | 1,99 m   |
| Rúdugrás                                                   | Stacy Dragila · Egyesült Államok (USA)                                                                                     | 4,60 m OCS   | Tatiana Grigorieva · Ausztrália (AUS)                                                                                     | 4,55 m   | Vala Flosadóttir · Izland (ISL) | 4,50 m   |
| Távolugrás                                                 | Heike Drechsler · Németország (GER)                                                                                        | 6,99 m       | Fiona May · Olaszország (ITA)                                                                                             | 6,92 m   | Tatyjana Kotova · Oroszország (RUS) | 6,83 m   |
| Hármasugrás                                                | Tereza Marinova · Bulgária (BUL)                                                                                           | 15,20 m      | Tatyjana Lebegyeva · Oroszország (RUS)                                                                                    | 15,00 m  | Olena Hovorova · Ukrajna (UKR) | 14,96 m  |
| Súlylökés                                                  | Janyina Karolcsik · Fehéroroszország (BLR)                                                                                 | 20,56 m      | Larisza Pelesenko · Oroszország (RUS)                                                                                     | 19,92 m  | Astrid Kumbernuss · Németország (GER)                                                                                                  | 19,62 m  |
| Diszkoszvetés                                              | Elina Zverava · Fehéroroszország (BLR)                                                                                     | 68,40 m      | Anasztaszía Keleszídu · Görögország (GRE)                                                                                 | 65,71 m  | Irina Jatcsanka · Fehéroroszország (BLR)                                                                                               | 65,20 m  |
| Kalapácsvetés                                              | Kamila Skolimowska · Lengyelország (POL)                                                                                   | 71,16 m      | Olga Kuzenkova · Oroszország (RUS)                                                                                        | 69,77 m  | Kirsten Münchow · Németország (GER) | 69,28 m  |
| Gerelyhajítás                                              | Trine Hattestad · Norvégia (NOR)                                                                                           | 68,91 m OCS  | Mirela Manjani-Celili · Görögország (GRE)                                                                                 | 67,51 m  | Osleidys Menéndez · Kuba (CUB) | 66,18 m  |
| Hétpróba                                                   | Denise Lewis · Nagy-Britannia (GBR)                                                                                        | 6584         | Jelena Prohorova · Oroszország (RUS)                                                                                      | 6531     | Natallja Szazanovics · Fehéroroszország (BLR)                                                                                          | 6527     |